# Buday Péter (szakács)
Buday Péter (Budapest, 1963. január 1. –) magyar séf, műsorvezető.

## Iskolái
- 1978 és 1981 a Vörösmarty Mihály Általános Iskolába járt. 1981-től 1982-ig a  Dobos C. József Vendéglátóipar Szakképző Iskolába járt, ahol szakácsnak tanult. 1983-tól 1985-ig szintén szakács szakon végzett a Gundel Károly Vendéglátóipari és Szakképző Iskolában.
- 1997 és 2001 között a Budapesti Gazdasági Főiskola Szakoktatói szakára járt és végezte el azt.

## Szakmai múltja
1983-1987: Alabárdos étterem - szakács; 1988: Szentendre Városház étterem - séf; 1989: HBH sörsátor - üzletvezető; 1989 - 1990: Atrium Hyatt***** szálloda - részlegvezető szakács; 1990: Légrádi luxusétterem - séf; 1991 - 1992: Németország: Executive chef: Hotel Hungar**** és Hotel Budapest****; 1992 - 1994: Kisbuda Gyöngye Étterem (deluxe restaurant) - séf; 1994 - 1995: Genf - külszolgálat.
1995 - 2004: Remiz és Kisbuda Gyöngye Restaurant - séf; 2003 - 2007: TV2: Stahl konyhája - Majd a Buday! című műsor állandó mesterszakácsa; 2004: Károly Róbert Főiskola, Gyöngyös - gasztronómia tantárgy oktatása; 2004: Matteo Bauhaus Restaurant - társtulajdonos, séf; 2007. november: Cora „Íz és hagyományok” - reklámarc, innovációs fejlesztő; 2008 - MTV1: Most a Buday! - önálló műsor; 2008: Museum Meetingpoint - társtulajdonos (kávézó, terasz, kert).
2011 - A GourmeTool segítségével „Zsebszakács” néven elindítja saját honlapját; 2011 - Larus Étterem és Rendezvényközpont, Budapest XII. kerület - séf.